# Caserío Mañarinzelai
El caserío Mañarinzelai de Aya (Provincia de Guipúzcoa, España) se sitúa en la zona central de la vega de San Pedro erreka. A 250 metros al NE se halla Manarinerrota, edificio construido a finales del siglo XVII y que pertenecía a este solar de Mañarinzelai, y a otros 250 metros al S se sitúa el también antiguo solar de Segurola.

## Descripción
El caserío es un edificio de planta cuadrada, 20 m x 20 m, con cubierta de madera a dos aguas y gallur perpendicular a la fachada principal. Consta de dos plantas y desván. La fachada principal está orientada al E y construida en sillarejo gótico. El acceso principal situado en planta baja de la citada fachada posee un arco de medio punto dotado de largas y regulares dovelas. Mantiene, además, una ventana gótica con arco de medio punto. Un balcón volado de factura reciente y construido en cemento cubre la parte superior de algunas dovelas. En esta misma fachada se apoya una escalera exterior construida también en cemento que da acceso directo desde el exterior a la vivienda, que está situada en la primera planta de la zona E del edificio. El resto de las fachadas están asimismo construidas en sillar gótico. La fachada W está casi totalmente tapada por anejos adosados: un acceso en rampa construido en hormigón armado que da paso directo al pajar situado en el interior del edificio y una terraza construida también en hormigón que alberga un garaje y gallinero en su interior. Un acceso en arco apuntado y dos ventanas góticas de medio punto han quedado cegados por el citado anejo.
La estructura interior es de hormigón en toda la planta baja. En primera planta y desván mantiene la estructura original de madera que se asienta en doce postes enterizos. Posee tres bernias de un lagar gótico. En las bernias y correas que las unen presenta tornapuntas dobles que están ensambladas en colas de golondrina. Posee doble gallur que une los yugos que coronan el lagar gótico. Igualmente, mantiene los cabrios originales. Los anejos adosados de la fachada principal, escalera y balcón así como el anejo adosado y rampa que cubre la fachada W no se consideran parte del monumento.